# Djebel Sidi Ali Ben Aoun
Le djebel Sidi Ali Ben Aoun (arabe : جبل سيدي علي بن عون), ou mont Sidi Ali Ben Aoun, est une montagne située dans le centre de la Tunisie, entre le gouvernorat de Kasserine et celui de Sidi Bouzid, au sud-ouest de la ville de Bir El Hafey et à l'ouest de la ville de Sidi Ali Ben Aoun.
Elle culmine à 816 mètres d'altitude[réf. nécessaire].
Le 30 octobre 2013, l'armée tunisienne a lancé une opération dans le massif à la recherche de djihadistes.